# Sincina
Sincina é uma vila e comuna rural da circunscrição de Cutiala, na região de Sicasso ao sul do Mali. Segundo censo de 1998, havia 10 645 residentes, enquanto segundo o de 2009, havia 17 025. A comuna inclui 7 vilas.